# Artisornis
Artisornis – rodzaj ptaków z rodziny chwastówkowatych (Cisticolidae).

## Występowanie
Rodzaj obejmuje gatunki występujące w Afryce Wschodniej.

## Morfologia
Długość ciała 10–12 cm, masa ciała 7–10 g.

## Systematyka

### Etymologia
Łacińskie ars, artis – umiejętność, wprawa; greckie ορνις ornis, ορνιθος ornithos – ptak.

### Podział systematyczny
Do rodzaju należą następujące gatunki:
- Artisornis moreaui (W.L. Sclater, 1931) – rdzawoczółek szydłodzioby
- Artisornis metopias (Reichenow, 1907) – rdzawoczółek oliwkowy